# 宮瀬リコ
宮瀬 リコ（みやせ りこ、1989年9月14日 - ）は、日本のAV女優。
兵庫県出身、マインズ所属。

## 略歴
2013年4月21日、自身のブログにて引退を発表した。

## 作品

### アダルトDVD
2011年
- 僕の性奴隷ペットになった兄嫁（6月1日、Cherish）
- 長身178cm9頭身キャンペーンガール・オブ・ザ・イヤー2010 宮瀬リコ AV DEBUT（6月4日、ROCKET）
- 働くオンナ獲り 【タイトなスーツの美脚OLをハメ廻せ!!】 vol.6（7月1日、プレステージ）
- 生姦×種付け×女子大生 高橋絵里（8月1日、メガハーツ）
- 久しぶりに帰省して再会した○○が、見違えるほど美人になっていて…（8月11日、プレステージ）
- 廊下でぶつかった瞬間、僕のチ○ポが彼女のマ○コに入っていた【オフィス編】（9月23日、EROTICA）
- 僕のお義母さんは2歳上（10月1日、ABC/妄想族）
- 究極の妄想発明シリーズ第26弾 時間が止まる腕時計パート8（10月6日、ROCKET）
- 働くお姉さんの制服黒ストッキング（10月7日、TMA）
- やめて…そんな事されたらお母さん…（11月1日、ABC/妄想族）
- 下着姿の綺麗なお姉さんしか見たくない！4時間（12月23日、TMA）

2012年
- 淫れる若妻 その2 りこさん（1月13日、溜池ゴロー）
- 「ゴルフは運動になる」ってよく言う社長は完全にメタボ。「セックスは運動になる」って囁く部長は完全にセクハラ（1月27日、バルタン）
- 肉欲に塗れた邸に派遣された家政婦（2月1日、ABC/妄想族）
- 義理の姉が、なんと超ギャルでギャルの友達と僕を性的にいじめるんです。 Vol.3（2月9日、GARCON）
- スチュワーデスin… ［脅迫スイートルーム］ Cabin Attendant Riko（23）（2月15日、ドリームチケット）
- 夫のそばで汚されて… ガチ妻・AV女優ぶっかけドキュメント（3月5日、ワープエンタテインメント）
- GET！！ 素人ナンパNo.139.（3月7日、桃太郎映像出版）
- どんなエッチな誘惑にも顔色ひとつ変えない美人で冷徹な家政婦がミセタ無表情潮吹き（3月8日、ROCKET）
- 近親相姦 7 鬼畜父と義母（3月11日、LEO）
- 今日、義姉さんが引っ越してきて…。（3月16日、マドンナ）
- The SEX 16（4月13日、LEO）
- つるつるサテン美女図鑑 長身サテン女子アナ ぶっかけTV（4月29日、JAMS）
- ピタッ！密着◆おうちDE真正中出し（5月31日、モブスターズ）

2013年
- 危険日直撃!中出しファン感謝祭!180cm9等身!大人気女優!宮瀬リコ（1月10日、イフリート）

### イメージDVD
- Hな初体験（2011年8月30日、オルスタックピクチャーズ）　※「小松りこ」名義
- 女子学生 みだらな放課後（2011年11月29日、オルスタックピクチャーズ）　※「小松りこ」名義

## 外部サイト
- リコピんのピンボケにっき - 公式ブログ